# Papa Adrian al V-lea
Papa Adrian al V-lea (n. 11 iulie 1205, Genova, Republica Genova – d. 18 august 1276, Viterbo, Lazio, Regatul Italiei) a fost un papă al Romei.